# Henrik Melander
Henrik Melander, född 20 augusti 1854 i Kuopio, död 18 november 1905 i Åbo, var en finländsk skolledare. Han var bror till Kurt och Gustaf Melander samt far till Toini Melander.
Melander, som var son till överlärare Henrik Leopold Melander och Elise Leontine Enwald, blev filosofie kandidat 1881, lektor i latin vid Åbo finska klassiska lyceum 1888 och två år senare läroanstaltens rektor. Han representerade prästeståndet i Finlands lantdagar 1891–1900.